# Archosargus pourtalesii
Archosargus pourtalesii är en fiskart som först beskrevs av Steindachner, 1881.  Archosargus pourtalesii ingår i släktet Archosargus och familjen havsrudefiskar. Inga underarter finns listade i Catalogue of Life.